# Gare d'Ardrahan
La gare d'Ardrahan (en anglais : Ardrahan railway station) est la gare ferroviaire d'Ardrahan dans le comté de Galway en Irlande.

## Histoire
La station est ouverte le 15 septembre 1869.

### Desserte

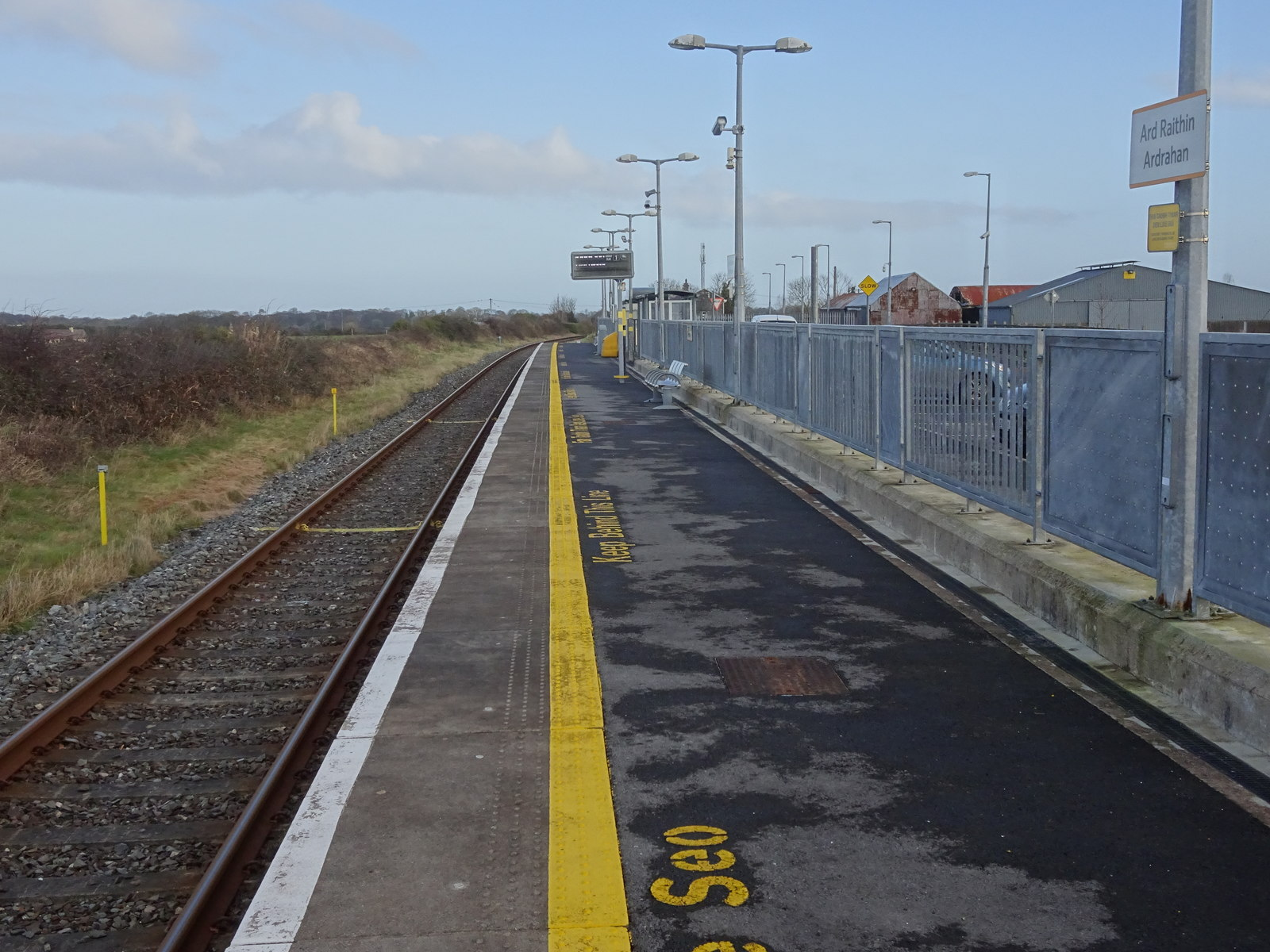
Voie et quai de la gare.